# 高橋一行
高橋 一行（たかはし かずゆき、1959年 - ）は、日本の哲学者、政治学者。明治大学名誉教授。専門は、政治学、西欧政治思想史、政治学方法論。

## 略歴
1959年東京都足立区北千住に生まれる。早稲田大学第一文学部、東京都立大学理学部物理学科を経て、予備校講師、学習塾を経営する。1991年明治大学大学院政治経済学研究科博士前期課程入学、1993年同博士後期課程進学、倉塚平に師事する。1995年明治大学政治経済学部専任助手、専任講師、助教授を経て、2005年より教授。2011年3月25日「所有論(Theories of property)」により博士（政治学）を明治大学から授与される。2024年4月1日付けで、名誉教授。

## 著書
- 『ホッブズからヘーゲルへ―全体論の可能性―』（信山社、2001年）
- 『教育参加 学校を変えるための政治学』（新読書社、2004年）
- 『所有論』（御茶の水書房、2010年）
- 『知的所有論』（御茶の水書房、2013年）
- 『他者の所有』（御茶の水書房、2014年）
- 『所有しないということ』（御茶の水書房、2017年）
- 『カントとヘーゲルは思弁的実在論にどう答えるか』（ミネルヴァ書房、2021年）
- 『脱資本主義：Ｓ．ジジェクのヘーゲル解釈を手がかりに』（社会評論社、2022年）